# Choeroparnops garleppi
Choeroparnops garleppi är en insektsart som beskrevs av Carl August Dohrn 1888. Choeroparnops garleppi ingår i släktet Choeroparnops och familjen vårtbitare. Inga underarter finns listade i Catalogue of Life.